# Strangelove
Zasugerowano, aby zintegrować ten artykuł z artykułem Strangelove '88 (singel). Nie opisano powodu propozycji integracji.
Strangelove – singel grupy Depeche Mode promujący album Music for the Masses. W 1988 roku ukazał się teledysk do utworu, wyreżyserowany przez Martyna Atkinsa. Piosenka została spowolniona specjalnie do tego nagrania. Teledysk nagrano w Paryżu.

## Wydany w krajach
- Australia (7")
- Belgia (7", CD)
- Brazylia (CD)
- Filipiny (12")
- Francja (7", 12", CD)
- Hiszpania (7", 12")
- Holandia (7", 12")
- Japonia (7", 12")
- Kanada (7", 12")
- Meksyk (7")
- Niemcy (7", 12", CD)
- Portugalia (7")
- RPA (7")
- Unia Europejska (CD)
- USA (7", 12", CD, MC)
- Wielka Brytania (7", 12", CD, MC)
- Włochy (7", 12")
- Zimbabwe (7")

## Informacje
- Nagrano w
- Produkcja Depeche Mode i David Bascombe
- Teksty i muzyka Martin Lee Gore

## WydaniaMute
- BONG 13 wydany 13 kwietnia 1987
  1. Strangelove - 3:45
  2. Pimpf - 4:21

- 12 BONG 13 wydany 1987
  1. Strangelove (Maxi Mix) - 6:32
  2. Strangelove (Midi Mix) - 1:38
  3. Pimpf - 5:21

- L12 BONG 13 wydany 1987
  1. Strangelove (Blind Mix) - 6:31
  2. Pimpf - 4:21
  3. Strangelove (Pain Mix) - 7:19
  4. Agent Orange - 5:05

- CD BONG 13 wydany 1987
  1. Strangelove (Maxi Mix) - 6:31
  2. Pimpf - 4:21
  3. Strangelove (Midi Mix) - 1:40
  4. Agent Orange - 5:01
  5. Strangelove - 3:44

- CD BONG 13 wydany kiedy
  1. Strangelove (Maxi Mix) - 6:31
  2. Pimpf - 4:21
  3. Strangelove (Midi Mix) - 1:40
  4. Agent Orange - 5:01
  5. Strangelove - 3:44

- CD BONG 13 wydany 1991
  1. Strangelove - 3:49
  2. Pimpf - 4:21
  3. Strangelove (Maxi Mix) - 6:34
  4. Agent Orange - 5:07
  5. Strangelove (Blind Mix) - 6:33
  6. Pimpf - 5:24
  7. Strangelove (Pain Mix) - 7:21
  8. Strangelove (Midi Mix) - 1:41

- R BONG 13 wydany kiedy
  1. Strangelove
  2. Pimpf - 4:21

- S BONG 13 wydany kiedy
  1. Strangelove - 3:44
  2. Pimpf - 4:21
  3. Strangelove (Maxi Mix) - 6:32

- Club BONG 13 wydany kiedy
  1. Strangelove (Maxi Mix)
  2. Strangelove (Pain Mix)

- Dance BONG 13 wydany kiedy
  1. Strangelove (Blind Mix)
  2. Strangelove (The Fresh Ground Mix)

## Strangelove '88
Strangelove '88 – singel grupy Depeche Mode promujący album Music for the Masses wydany tylko w USA, Kanadzie oraz Filipinach.

## Wydany w krajach
- Filipiny (12").
- Kanada (7").
- USA (7", 12", MC, 3" CD, CD).